# Cardiocondyla ulianini
Cardiocondyla ulianini  (лат.) — вид муравьёв рода Cardiocondyla.

## Распространение
Палеарктика: восточная Европа, Казахстан, Средняя Азия, Афганистан, Иран, Китай.

## Описание
Мелкие муравьи, длина рабочих муравьёв составляет 2—3 мм. Окраска тела коричневая. Семьи полигинные, включают несколько маток и менее 500 рабочих муравьёв. Вид был описан итальянским мирмекологом Карла Эмери (C.Emery) под первоначальным названием Cardiocondyla elegans var. ulianini Emery, 1889. Позднее рассматривался как подвид или как синоним Cardiocondyla elegans. С 2003 года восстановлен из синонимии в качестве валидного вида.